# Astro AEC
Astro AEC是馬來西亞Astro擁有以华语播放的综合頻道，于1997年9月1日开播，并于2014年11月16日开播高清版本。該頻道全天候24小时播出，主要播出來自台灣、中国大陸及新加坡的節目，同時亦播出本地節目（亦稱“Astro本地圈”节目），後频道备有中文、马来语及英文字幕服务。从2023年9月4日起，该Astro小太阳频道将转为隨選視訊服务并将部分节目迁移至Astro AEC播出。

## 节目概要
- Astro AEC剧集列表